# Solieria latipennis
Solieria latipennis är en tvåvingeart som först beskrevs av Jean Pierre Omer Anne Édouard Perris 1852.  Solieria latipennis ingår i släktet Solieria och familjen parasitflugor.
Artens utbredningsområde är Frankrike. Inga underarter finns listade i Catalogue of Life.